# Tetanolita selenitis
Tetanolita selenitis är en fjärilsart som beskrevs av George Francis Hampson 1904. Tetanolita selenitis ingår i släktet Tetanolita och familjen nattflyn. Inga underarter finns listade i Catalogue of Life.